# NGC 1462
NGC 1462 (również PGC 13945) – galaktyka spiralna (S), znajdująca się w gwiazdozbiorze Byka. Odkrył ją Albert Marth 13 września 1864 roku.